# Новокаїрська сільська рада
Новокаї́рська сільська́ ра́да — адміністративно-територіальна одиниця та орган місцевого самоврядування в Бериславському районі Херсонської області. Адміністративний центр — село Новокаїри.

## Загальні відомості
Новокаїрська сільська рада утворена в 1922 році.
- Територія ради: 47,98 км²
- Населення ради: 1 425 осіб (станом на 2001 рік)
- Водоймища на території, підпорядкованій даній раді: Каховське водосховище.

## Населені пункти
Сільській раді підпорядковані населені пункти:
- с. Новокаїри
- с. Республіканець

## Склад ради
Рада складається з 16 депутатів та голови.
- Голова ради: Непомнящий Павло Леонідович
- Секретар ради: Овчаренко Тетяна Вікторівна

### Керівний склад попередніх скликань
| Прізвище, ім'я, по батькові | Основні відомості                                                 | Дата обрання | Дата звільнення |
| --------------------------- | ----------------------------------------------------------------- | ------------ | --------------- |
| Рудченко Микола Петрович    | Сільський голова, 1956 року народження, член Народної партії      | 26.03.2006   | 31.10.2010      |
| Непомнящий Павло Леонідович | Сільський голова, 1959 року народження, освіта вища, безпартійний | 31.10.2010   |                 |

Примітка: таблиця складена за даними сайту Верховної Ради України

### Депутати
За результатами місцевих виборів 2010 року депутатами ради стали:

#### За суб'єктами висування
| Суб'єкт висування                                       | Кількість обраних депутатів | %    |
| ------------------------------------------------------- | --------------------------- | ---- |
| Партія регіонів                                         | 10                          | 62,5 |
| Самовисування                                           | 4                           | 25   |
| Народна партія                                          | 1                           | 6,3  |
| Політична партія Всеукраїнське об'єднання «Батьківщина» | 1                           | 6,3  |

#### За округами
| № округу                                                | Прізвище, ім'я, по батькові     | Дата визнання обраним | Освіта             | Партійна приналежність                        | Відомості про обраного депутата |
| ------------------------------------------------------- | ------------------------------- | --------------------- | ------------------ | --------------------------------------------- | --- |
| Народна Партія                                          |                                 |                       |                    |                                               | |
| 10                                                      | Панарін Леонід Михайлович       | 01.11.2010            | вища               | член Народної партії                          | пенсіонер |
| Партія регіонів                                         |                                 |                       |                    |                                               | |
| 1                                                       | Вареник Валентина Іванівна      | 01.11.2010            | вища               | позапартійна                                  | пенсіонер |
| 2                                                       | Маслянко Лариса Тарасівна       | 01.11.2010            | середня спеціальна | позапартійна                                  | КЗ Бериславської районної ради Територіальний центр соціального обслуговування пенсіонеоів та одиноких непрацездатних громадян, соціальний робітник  |
| 3                                                       | Бех Василь Миколайович          | 01.11.2010            | середня спеціальна | позапартійний                                 | тимчасово не працює |
| 4                                                       | Березан Інна Петрівна           | 01.11.2010            | вища               | позапартійна                                  | Новокаїрська загальноосвітня школа І-ІІІ ст., вчитель початкових класів                                                                              |
| 5                                                       | Панченко Віталій Геннадійович   | 01.11.2010            | вища               | позапартійний                                 | Бериславський РВ УМВС України в Херсонській області, помічник дільничого інспектора міліції                                                          |
| 6                                                       | Кононов Олександр Анатолійович  | 01.11.2010            | вища               | позапартійний                                 | Новокаїрське сільське житлово-комунальне підприємство «Нептун», керівник                                                                             |
| 8                                                       | Овчаренко Тетяна Вікторівна     | 01.11.2010            | вища               | позапартійна                                  | Новокаїрська сільська рада, секретар |
| 11                                                      | Варава Володимир Іванович       | 01.11.2010            | вища               | позапартійний                                 | Новокаїрський державний пункт ветеринарної медицини, завідувач пункту                                                                                |
| 12                                                      | Балабак Світлана Григорівна     | 01.11.2010            | вища               | позапартійна                                  | АЗС-55 с. Милове, старший оператор |
| 15                                                      | Фелюк Світлана Іванівна         | 01.11.2010            | вища               | член Єдиного Центру                           | Республіканський фельдшерсько-акушерський пункт, фельдшер                                                                                            |
| Політична партія Всеукраїнське об'єднання «Батьківщина» |                                 |                       |                    |                                               | |
| 13                                                      | Богдан Оксана Олександрівна     | 01.11.2010            | вища               | член Всеукраїнського об'єднання «Батьківщина» | Новокаїрський будинок культури, директор |
| Самовисування                                           |                                 |                       |                    |                                               | |
| 7                                                       | Большакова Лариса Костянтинівна | 01.11.2010            | вища               | член Народної партії                          | КЗ Бериславської районної ради Територіальний центр соціального обслуговування пенсіонерів та одиноких непрацездатних громадян, соціальний працівник |
| 9                                                       | Балан Віталій Вікторович        | 01.11.2010            | вища               | позапартійний                                 | Селянське фермерське господарство «Розвили», бригадир                                                                                                |
| 14                                                      | Павленко Радислав Дмитрович     | 01.11.2010            | середня спеціальна | член Народної партії                          | Новокаїрське сільське житлово-комунальне підприємство «Нептун», водій                                                                                |
| 16                                                      | Скакун Микола Хомич             | 01.11.2010            | середня спеціальна | позапартійний                                 | Новокаїрське сільське житлово-комунальне підприємство «Нептун», слюсар                                                                               |